# Голока
Голо́ка или Голока Вринда́вана — вечная обитель Кришны в кришнаизме.
Голока описывается в таких текстах индуизма, как «Бхагавата-пурана» и «Брахма-самхита». Голока означает «вселенная коров» или «мир коров»: санскритское слово "го" переводится как «корова» или как «чувства», а «лока" как «вселенная» или «мир» (а согласно одному из направлений вишнуизма - "Гаудия-вайшнава" "лока" это "планета").
Хотя в большей части важнейшего текста вишнуизма  «Бхагавата-пураны» Кришна описывается как космический Вишну, Верховный Бог, под властью которого находятся все дэвы, в десятой  песне "Бхагавата-пураны" он изображается как Верховная Личность Бога, вечно обитающая в своей духовной обители Голоке.
«Бхагавата-пурана» описывает Голоку как самую возвышенный мир (локу) среди всех "миров" Вайкунтхи, как высшую трансцендентную обитель для преданных Кришны. Кришна известен как защитник коров и соответственно на Голоке обитает огромное количество особых духовных коров сурабхи (санскр. - "прекрасно пахнущая"). Эта неописуемо красивая земля, которую иногда также называют «Вриндаваном», преисполнена богатства и изобилия. На Голоке Кришна обитает вместе со своей женской формой Радхой и бесчисленным количеством других преданных. Он проводит своё время совершая свои божественные игры (санскр. - лила или Кришна-лила). Согласно учению кришнаизма Голоки достигают самые возвышенные души, полностью свободные от материальных желаний и осознавшие свои вечные взаимоотношения с Радхой и Кришной.
В шри-вайшнавизме Голока — это часть Вайкунтхи (мира Вишну), где Нараяна (Вишну) играет со своими чудесными коровами как самыми преданными и духовными существами. Вишну в этой области называют "Говинда", "Кришна", "Тирумаль" (в Южной Индии), "Гопал".
В некоторых храмах, таких как Шри Сваминараян Мандир в Мумбаи, поклоняются мурти (воплощениям) Радхи и Кришны как Шри Голокавихари и Радхикаджи. Голокавихари - это Кришна ("вихари" означает «обитатель», то есть «обитатель Голоки»), и "Радхикаджи" - это Радха, его вечная возлюбленная.